# Hyperolius laurenti
Espèce
Statut de conservation UICN

 NT  : Quasi menacé
Hyperolius laurenti est une espèce d'amphibiens de la famille des Hyperoliidae.

## Répartition
Cette espèce se rencontre dans le sud-est de la Côte d'Ivoire et le Sud-Ouest du Ghana,.

## Étymologie
Cette espèce est nommée en l'honneur de Raymond Ferdinand Laurent.

## Publication originale
- Schiøtz, 1967 : The treefrogs (Rhacophoridae) of West Africa. Spolia Zoologica Musei Hauniensis, København, vol. 25, p. 1-346.